# Mystery Sea Raider
Mystery Sea Raider ist ein US-amerikanisches Filmdrama von 1940, in dem der U-Boot-Krieg des Zweiten Weltkriegs thematisiert wird. In Brasilien trug der Film den Titel Corsário Fantasma bzw. O Corsário Fantasma, in Schweden Raid på Atlanten.

## Handlung
Kapitän Jimmy Madden ist Eigentümer des ziemlich herunter gekommenen Dampfers Apache, der im Spätsommer 1939 ohne Frachtauftrag im New Yorker Hafen liegt. Jimmy wartete nicht nur auf Aufträge, sondern auch auf seine Verlobte June, die nach einer Arbeit im Showgeschäft in Großbritannien auf dem Rückweg in die USA ist.
June reist auf dem Passagierdampfer Aleria von London aus zurück nach New York und lernt auf der Reise den sympathischen Carl Cutler kennen, einen etwas undurchsichtigen Geschäftsmann, der nach eigenen Angaben im Import-Export-Geschäft tätig ist. Überraschend trifft auf der Aleria per Funk die Nachricht ein, dass zwischen Großbritannien und dem Deutschen Reich der Krieg ausgebrochen ist.
Cutler hat Kontakt zu einem U-Boot der Kriegsmarine, das die Aleria bereits verfolgt. Er leitet den Angriff des U-Boots auf das Passagierschiff, das von einem Torpedo getroffen wird und sinkt. Bei der Rettungsaktion kümmert sich Cutler um June, die in ihm nun ihren Lebensretter sieht.
Von einem anderen Schiff gerettet, treffen die Überlebenden der Aleria in New York ein. June ist unzufrieden mit Jimmy, der immer noch von einem Frachtauftrag träumt, anstatt sich einen einträglichen Job an Land zu suchen. Doch Jimmy will die Apache nicht aufgeben.
June will Jimmy helfen. Durch ihren Kontakt zu Cutler erhält sie nicht nur einen Job im Nachtclub El Tovor, sondern dieser erklärt sich bereit, für Jimmy einen Auftrag zu besorgen. Jimmy ist zwar skeptisch, lässt sich aber auf Cutlers Angebot ein. Inzwischen hat sich herausgestellt, dass Cutler ein deutscher Geheimagent und Offizier der Kriegsmarine ist, der Kontakte zu deutschen Geheimdienstkreisen in den USA hat.
Cutler schleust eine Truppe von Agenten auf der Apache ein und übernimmt das Schiff noch vor der Ausreise, ohne dass die Besatzung dies erfährt. Auch June wird nach der Ausreise gefangen genommen. Auf hoher See verwandelt sich Carl in einen deutschen Marineoffizier. Er erklärt Jimmy, dass die Apache nun als deutsches Kriegsschiff operieren wird, das als Mutterschiff für U-Boote dienen wird.
Die Apache wird in Prince Knute umgewandelt. Von dem deutschen U-Boot U 30 übernimmt Cutler eine Prisenbesatzung. Durch Vortäuschen eines Brandes wird ein britischer Tanker angelockt, der von den angeblich Schiffbrüchigen der Prince Knute erobert und dann durch Flutung versenkt wird. Der Tanker sinkt auf den Meeresgrund. Von dem Wrack steigt eine Boje mit einer Ölleitung auf, mit der nun deutsche U-Boote in der nördlichen Karibik (Bahamas) versorgt werden können.
Die deutschen U-Boote versenken zahlreiche Handelsschiffe, ihre Passagiere und Besatzungen werden an Bord der Prince Knute gebracht. Schließlich erkennen die Briten, dass die Verluste ihrer Schiffe auf die Tätigkeit eines raiders zurückzuführen ist und setzen massiv Kriegsschiffe der Royal Navy ein, um das Mutterschiff zu jagen. Auf der Apache/Prince Knute entwickelt die echte Mannschaft unter Führung Jimmys und mit Hilfe Junes, die zu Unrecht der Kollaboration mit den Nazis verdächtigt wird, einen Plan zur Übernahme des Schiffs. Es gelingt, die deutsche Prisenbesatzung teilweise zu überwältigen.
Doch Cutler behält die Kontrolle über das Schiff. Eingekreist von britischen Einheiten, entschließt er sich in auswegloser Situation, die eigene Mannschaft und die Gefangenen von Bord zu evakuieren. Er selbst versinkt mit der Apache/Prince Knute. Die übrigen Besatzungsmitglieder werden gerettet.

## Zeitgenössischer Produktionshintergrund
Der Film wurde im Zeitraum zwischen dem Ausbruch des Zweiten Weltkriegs in Europa im September 1939 und dem Kriegseintritt der USA im Dezember 1941 produziert. Zwar wird die deutsche Seite als hinterlistig und brutal inszeniert – die Existenz von Konzentrationslagern wird durchaus erwähnt –,  doch letztlich erweist sich Cutler als fairer Gegner, der die Vernichtung der Gefangenen und  der eigenen Mannschaft verhindert und sich im Alleingang aufopfert.
In der Figur Cutlers ist der Kommandant des Panzerschiffs Admiral Graf Spee, Kapitän zur See Hans Langsdorff erkennbar, der, nachdem er seine Besatzung nach der Selbstversenkung des Schiffs in Sicherheit wusste, den Freitod wählte. Eine weitere Anspielung bezieht sich auf den Hilfskreuzer Atlantis (Schiff 16) unter Bernhard Rogge. Der Untergang der Aleria bezieht sich offenbar auf die Versenkung der Athenia durch U 30 im September 1939.